# Claire McDowell
Claire McDowell (2 de novembro de 1877 — 23 de outubro de 1966) foi uma atriz norte-americana da era do cinema mudo. Ela apareceu em 350 filmes entre 1908 e 1945.